# Pays de Caen
 (juillet 2025).
Motif : Sans sources secondaires.
- Archive Wikiwix
- Bing
- Cairn
- DuckDuckGo
- E. Universalis
- Gallica
- Google
- G. Books
- G. News
- G. Scholar
- Persée
- Qwant
- (zh) Baidu
- (ru) Yandex
- (wd) trouver des œuvres sur Wikidata

| 1. | Préciser le motif de la pose du bandeau. | Précisez le motif de la pose du bandeau en utilisant la syntaxe suivante : {{admissibilité à vérifier\|date=juillet 2025\|motif=remplacez ce texte par le motif}}                 |
| 2. | Informer les utilisateurs concernés.     | Pensez à avertir le créateur de l'article, par exemple, en insérant le code ci-dessous sur sa page de discussion : {{subst:avertissement admissibilité à vérifier\|Pays de Caen}} |

Le pays de Caen était une structure de regroupement de collectivités locales françaises, située dans le département du Calvados et la région Normandie.

## Description
Le pays était représenté et géré sous la forme d'un syndicat mixte, Caen métropole. Le périmètre de ce pays a été fixé par l'arrêté préfectoral le 17 juillet 2006. Depuis le 1er janvier 2013, il s'étend sur 142 communes faisant partie des établissements publics de coopération intercommunale suivants :
- Caen la Mer ;
- Communauté de communes Campagne et Baie de L'Orne ;
- Communauté de communes du Cingal ;
- Communauté de communes Cœur de Nacre ;
- Communauté de communes Entre bois et marais ;
- Communauté de communes entre Thue et Mue ;
- Communauté de communes Évrecy-Orne-Odon ;
- Communauté de communes Plaine Sud de Caen ;
- Communauté de communes Val ès dunes ;
- Communauté de communes de la Vallée de l'Orne.

395 498 individus habitaient ce territoire en 1999, ce qui représentait 30,1 % de la population de la Basse-Normandie. Les principales communes sont Caen, Hérouville-Saint-Clair et Mondeville.
En mars 2015, le syndicat mixte est dissout à la suite de la création du Pôle métropolitain Caen Normandie Métropole, dont la scission en 2022 donnera naissance au Pôle métropolitain Réseau Ouest Normand.

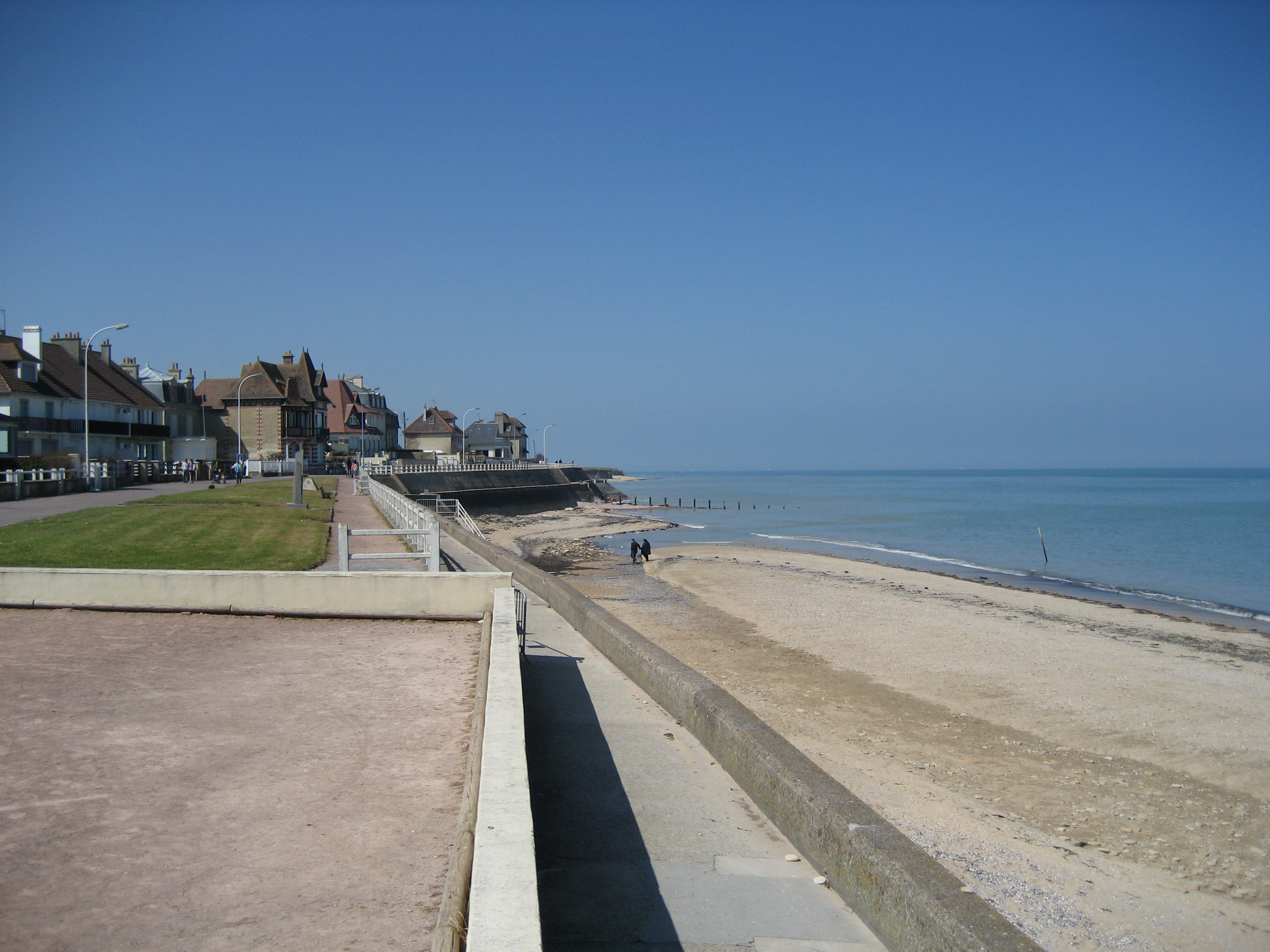
La plage de Lion-sur-Mer.
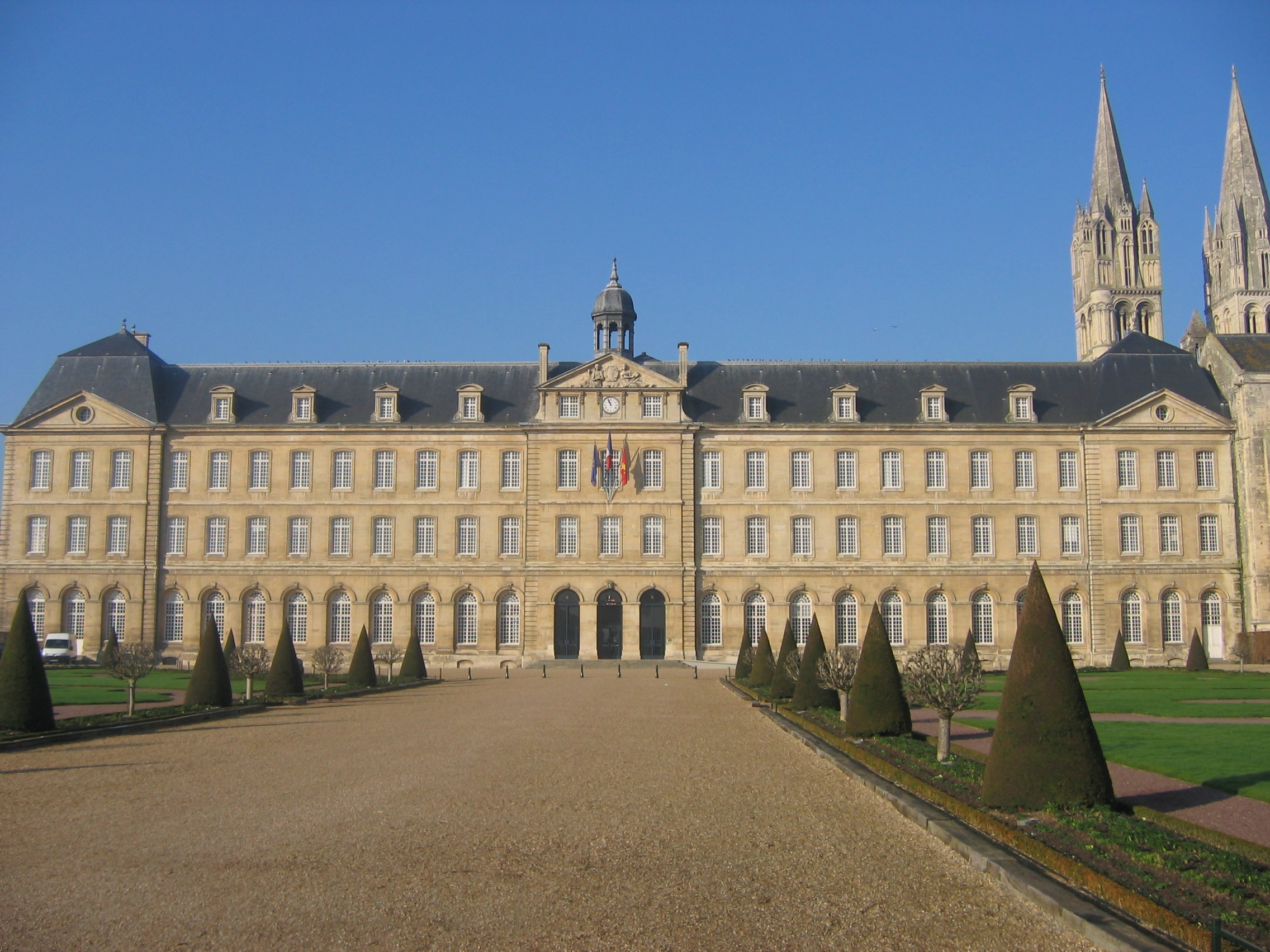
L'hôtel de ville de Caen.
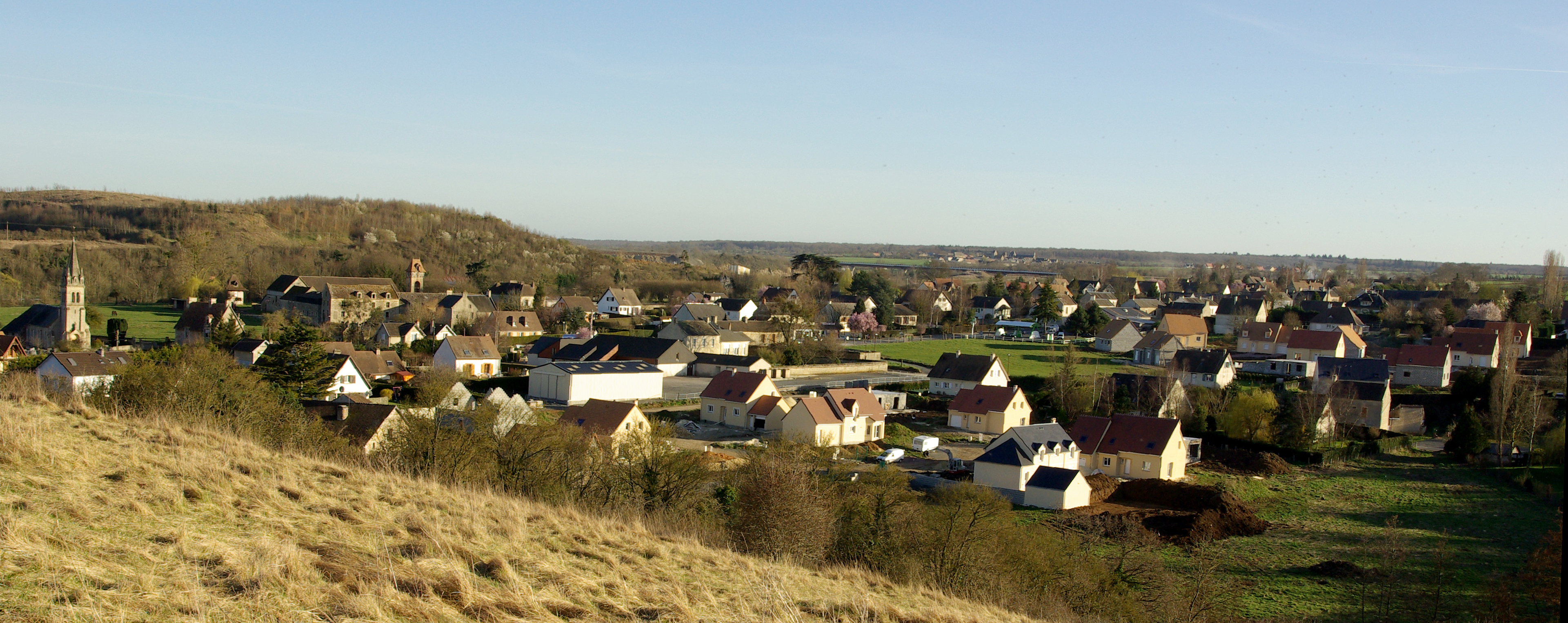
Le village de Laize-la-Ville.

## Communes membres
| - Airan - Amayé-sur-Orne - Amfreville - Anguerny - Anisy - Argences - Authie - Avenay - Banneville-la-Campagne - Barbery - Baron-sur-Odon - Basly - Bavent - Bellengreville - Bénouville - Bernières-sur-Mer - Biéville-Beuville - Billy - Blainville-sur-Orne - Bougy - Boulon - Bourguébus - Bretteville-le-Rabet - Bretteville-l'Orgueilleuse - Bretteville-sur-Laize - Bretteville-sur-Odon - Bréville-les-Monts - Brouay - Le Bû-sur-Rouvres - Caen - Cagny - La Caine - Cairon - Cambes-en-Plaine - Canteloup - Carpiquet | - Cauvicourt - Cesny-aux-Vignes - Cheux - Chicheboville - Cintheaux - Cléville - Clinchamps-sur-Orne - Colleville-Montgomery - Colombelles - Colomby-sur-Thaon - Conteville - Cormelles-le-Royal - Cresserons - Cuverville - Démouville - Douvres-la-Délivrande - Émiéville - Épron - Escoville - Esquay-Notre-Dame - Estrées-la-Campagne - Éterville - Évrecy - Feuguerolles-Bully - Fierville-Bray - Fleury-sur-Orne - Fontaine-Étoupefour - Fontenay-le-Marmion - Frénouville - Le Fresne-Camilly - Fresney-le-Puceux - Fresney-le-Vieux - Garcelles-Secqueville - Gavrus - Giberville - Gonneville-en-Auge | - Gouvix - Grainville-Langannerie - Grainville-sur-Odon - Grentheville - Hermanville-sur-Mer - Hérouville-Saint-Clair - Hérouvillette - Hubert-Folie - Ifs - Janville - Laize-la-Ville - Langrune-sur-Mer - Lasson - Lion-sur-Mer - Louvigny - Luc-sur-Mer - Maizet - Maltot - Mathieu - May-sur-Orne - Merville-Franceville-Plage - Le Mesnil-Patry - Mondeville - Mondrainville - Montigny - Mouen - Moulines - Moult - Ouézy - Ouistreham - Périers-sur-le-Dan - Petiville - Plumetot - Poussy-la-Campagne - Préaux-Bocage - Putot-en-Bessin | - Ranville - Rocquancourt - Rosel - Rots - Saint-Aignan-de-Cramesnil - Saint-André-sur-Orne - Saint-Aubin-d'Arquenay - Saint-Aubin-sur-Mer - Saint-Contest - Sainte-Croix-Grand-Tonne - Saint-Germain-la-Blanche-Herbe - Saint-Germain-le-Vasson - Sainte-Honorine-du-Fay - Saint-Manvieu-Norrey - Saint-Martin-de-Fontenay - Saint-Ouen-du-Mesnil-Oger - Saint-Pair - Saint-Pierre-du-Jonquet - Saint-Samson - Saint-Sylvain - Sallenelles - Sannerville - Secqueville-en-Bessin - Soignolles - Soliers - Tilly-la-Campagne - Touffréville - Tourville-sur-Odon - Troarn - Urville - Vacognes-Neuilly - Verson - Vieux - Villons-les-Buissons - Vimont |

### Sources
- Site de Caen-Métropole
- Site de l'Insee